# Grupa Azoty Unia Tarnów
Grupa Azoty Unia Tarnów – polski męski zespół piłki ręcznej z Tarnowa, który występował w Superlidze w latach 2019-2024.
Zespół kontynuował tradycje sekcji piłki ręcznej ZKS Unia Tarnów. Po sezonie 2023/2024 i zaprzestaniu wsparcia finansowego głównego sponsora w postaci Grupy Azoty zespół został wycofany z rozgrywek. 29 czerwca 2024 roku Jaskółka Tarnów sp. z o.o. i Klub Piłki Ręcznej Legionowo sp. z o.o. dokonały połączenia spółek, na mocy którego Zepter KPR Legionowo przejął zespół z Tarnowa.

## Informacje ogólne
- Pełna nazwa: Grupa Azoty Unia Tarnów
- Rok założenia: 1960[3]
- Rok rozwiązania: 2024[2]
- Barwy: biało-niebieskie
- Adres: ul. Romualda Traugutta 3B, 33-101 Tarnów
- Hala sportowa: Arena Jaskółka Tarnów
ul. Traugutta 3B, 33-101 Tarnów

pojemność – 4317 miejsc siedzących

## Nazwy klubu
- 1960 - MKS MDK [Międzyszkolny Klub Sportowy Miejskiego Domu Kultury] Tarnów
- 1973 - MKS [Międzyszkolny Klub Sportowy] Pałac Młodzieży Tarnów
- 1978 - ZKS [Zakładowy Klub Sportowy] Unia Tarnów 
(przejęcie sekcji seniorów, seniorek i juniorów starszych MKS Pałac Młodzieży przez ZKS Unia)[4]
- 2010 - STKSPR [Stowarzyszenie Tarnowski Klub Sportowy Piłki Ręcznej] Unia Tarnów Tarnów[5]
- 2011 - STKSPR Control Process Tarnów
- 2013 - SPR [Stowarzyszenie Piłki Ręcznej] Tarnów[6]
- 2019 - Grupa Azoty Tarnów[7]
- 2020 - Grupa Azoty SPR Tarnów[8]
- 2021 - Grupa Azoty Unia Tarnów[9]

## Sukcesy
- występy w Ekstraklasie – 1991/92, 1993/94 i od 2019/20 do 2023/2024
- finał Pucharu Polski – 2020/21 (drugie miejsce)
- uczestnik Ligi Europejskiej – 2021/22
- mistrzostwo I ligi – 2017/18 i 2018/19